# TRADIC
TRADIC је био први рачунар потпуно направљен са транзисторима. Развијен је у Беловим лабораторијама године 1953. за војне намјене - уградњу у авионе.

## Кориштена литература
.  978-0-312-31367-8.., страна 648.